# Cờ Lyon
Cờ Lyon bao gồm một tấm vải hình chữ nhật, trên đó hiển thị các yếu tố của quốc huy, do đó nó là một lá cờ huy hiệu. Theo thói quen, nó được tính theo tỷ lệ thông thường là 3: 2 và là một lá cờ dành cho mục đích dân dụng, vì trong Tòa thị chính và các khu vực phụ thuộc của nó, chỉ có quốc kỳ Pháp được kéo lên.
Chiếc khiên đặc trưng của Lyon bao gồm một cánh đồng gule (màu đỏ), trong đó có con sư tử xuất hiện một cách hung hãn (có hình dạng và dáng đứng) và bằng bạc (màu trắng). Quốc huy này được bổ sung từ Chief (huy hiệu), bộ phận chiếm phần ba phía trên. Đây là "Đứng đầu nước Pháp", được trao cho tất cả các "Bonnes Villes", thể hiện huy hiệu của các vương triều trước đây của họ: màu xanh lam với ba bông hoa vàng (nền màu xanh lam được trang trí bằng ba bông hoa loa kèn màu vàng).
Vào thế kỷ thứ 13, các thương hội bắt tay vào một cuộc nổi dậy chống lại quyền thế của Tổng giám mục-Bá tước Lyon. Những người này đã sử dụng các lá cờ riêng biệt với một con sư tử để tượng trưng cho sức mạnh của mình, khiến cho vua Philip V của Pháp buộc phải can thiệp vào cuộc xung đột năm 1320. Do sự can thiệp của nhà vua, thành phố phải phụ thuộc một cách trực tiếp vào Vương quốc Pháp, được đưa vào danh sách "Bonnes Villes" và nhận được huy hiệu khiên chắn (và cờ). Năm 1376, Vua Charles V đã đơn giản hóa huy hiệu, giảm xuống còn ba con số vô định của fleurs de lys mà cho đến nay vẫn bao trùm toàn bộ không gian của các kho vũ khí hoàng gia và huy hiệu chief của "Bonnes Villes".